# Wang Yun
Wang Yun (王赟S, Wáng YūnP; Shanghai, 28 marzo 1983) è un ex calciatore cinese, nel ruolo di centrocampista.